# Pistolet maszynowy Halcon M1943
Halcon M1943 (Halcon M/943, Halcon model 1943, Pistola ametralladora Halcón, modelo 1943) – argentyński pistolet maszynowy skonstruowany około 1943 roku. Używany przez armię i policję argentyńską. Wersja tej broni wyposażona w kolbę składaną oznaczona była jako Model 1946 (Carabina ametralladora Halcón, modelo Aeronáutica Argentina 1946).
Halcon M1943 był bronią samoczynno-samopowtarzalna działającą na zasadzie odrzutu zamka swobodnego. Broń strzelała z zamka otwartego. Rękojeść przeładowania znajdowała się po lewej stronie komory zamkowej i była nieruchoma podczas strzelania. Lufa żebrowana, zakończona masywnym urządzeniem wylotowym. Dźwignia przełącznika rodzaju ognia znajduje się po lewej stronie broni, nad spustem. Magazynki dwurzędowe, o pojemności 17 lub 30 naboi. Przyrządy celownicze mechaniczne. Kolba stała, drewniana, z integralnym chwytem pistoletowym. Wersja model 1946 była wyposażona w kolbę składaną pod spód broni.